# Fülöp Zsigmond (művelődéstörténész)
Fülöp Zsigmond (Komárom, 1878. március 30. – Komárom, 1940. december 23.) művelődéstörténész, helytörténész, bankigazgató, numizmatikai szakértő, újságíró, lapszerkesztő, polgármester.

## Élete
Édesapja Fülöp Gergely csizmadiamester, édesanyja Szilágyi Teréz volt. Iskoláit Komáromban és a Pozsonyi Evangélikus Líceumban végezte, majd a budapesti tudományegyetemen szerzett jogi oklevelet, majd a Komáromi Népbank könyvelője és igazgatója lett. A Komáromi Újság egyik kiadója és főmunkatársa volt. A református egyház főgondnoka, világi főjegyzője, tanácsbírája is volt. 1915. március 22. és 1920 augusztusa között tartalékos hadnagyként szolgálva Przemyślben orosz fogságba került és Asztrahánban, Marynskban, illetve Tomszkban raboskodott.
A két világháború között bankigazgató, Komárom kulturális életének egyik szervezője, illetve a Jókai Egyesület vezetője volt. 1932–1935 között a városbíró első helyettese, majd 1938 júniusa és 1939. július 15. között az Egyesült Magyar Párt képviseletében a város polgármesterének – akkoriban városbírójának –választották. Síremléke a komáromi református temetőben található.
Főként a helyi lapokban publikált, a Komáromi Lapok főszerkesztője volt. 1925-ben Alapy Gyulával együtt szerkesztették a Jókai Emlékkönyvet.
Numizmatikai szakértőként is ismert volt, aki jelentős római pénzgyűjteménnyel rendelkezett.

## Művei
- 1920 Hadifoglyok sorsa Oroszországban[6]
- 1923 A hatvanéves komáromi dalegyesület
- 1925 Tuba János emlékezete.
- 1937 A Jókai Egyesület huszonöt éve 1911–1936
- 1941 Komárom.